# Crossarchus obscurus
La mangosta hociquilarga o cusimanse común (Crossarchus obscurus) es una especie de mangosta africana de la familia Herpestidae.

## Descripción
Tiene una forma ligeramente parecida a la de una comadreja. Su piel es de un color marrón oscuro. Por encima es gruesa y tiene una textura áspera mientras que en su parte inferior la piel es fina y suave. Tiene patas cortas y garras largas, orejas pequeñas, nariz alargada, ojos pequeños y oscuros, y una rígida y corta cola. Su tamaño adulto es de unos 33 cm con un peso de más o menos 1 kg. 

## Comportamiento
Es un animal muy social. Vive en pequeños grupos familiares de entre 10 y 20 individuos. Estos grupos tienen una estricta estructura jerárquica. Los miembros de la familia se comunican entre sí a través de diferentes llamados que incluyen silbidos y gruñidos. 
Es capaz de escalar, pero por lo general hace la mayor parte de sus actividades a nivel del suelo.
Son muy territoriales y marcan el territorio del grupo con excreciones olorosas anales; y lo defienden agresivamente contra los intrusos, incluso los que tienen un tamaño mucho mayor. Usa una variedad de tipos de amenazas, como gruñidos, bufidos, amagos de ataque, arqueo de lomo, etc. 
Los grupos son nómadas, no pasan mucho tiempo en un área particular de su territorio. Se refugian en huecos de los árboles, en madrigueras de otros animales, o en termiteros.

## Distribución y hábitat
Este animal puebla las selvas de África oriental de Sierra Leona, Costa de Marfil, Liberia y Ghana.
Se diferencia de otras mangostas principalmente en la elección de su hábitat. Gusta de áreas forestales cercanas al agua; mientras que la mayoría de especies de mangostas prefieren praderas, o zonas de matorral semiárido. Puede ser encontrado desde el nivel del mar, hasta aproximadamente los 1000 metros de altura.

## Alimentación
El cusimanse es un buen forrajeador y un excelente excavador. Se alimenta de una amplia variedad de cosas. Son principalmente carnívoros, comiendo insectos, larvas, cangrejos, pequeños reptiles y pequeños roedores. También se alimetan de frutas y bayas, en pequeña cantidad.
Tienen un excelente visión y un buen sentido del olfato: haciéndoles esto buenos cazadores de pequeñas presas. Prefieren matar a su presa de un único mordisco en la parte de atrás del cuello.

## Reproducción
Debido a su estructura social jerárquica, solo los miembros dominantes del grupo familiar pueden reproducirse. La descendencia de los subordinados son a menudo matados y comidos por los líderes del grupo. 
Llegan a la madurez sexual entre los nueve meses y el año de edad. Las hembras entran en celo una nueve veces al año. La copulación se realiza sin mucho cortejo previo. La gestación dura unas ocho semanas, y las hembras paren de 2 a 4 crías, aunque tienen seis glándulas mamarias. Pueden tener tres camadas al año. Cuando nacen las crías miden alrededor de 13 mm de largo, nacen ciegas y con una gruesa capa de piel. Después de doce días, abren sus ojos y exploran su entorno. Cuando ya tienen tres semanas, la madre los desteta, el pelo de su espalda comienza a crecer, y comienzan a alimentarse por sí mismo. No consiguen el tamaño de adulto hasta los 6 o 9 meses de edad.

## En cautividad

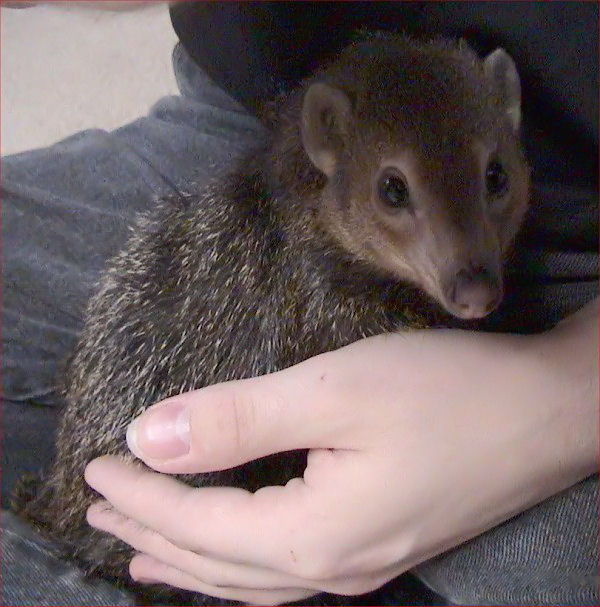

Debido a la facilidad de su domesticación y su naturaleza social, el cusimanse narizona es encontrado fácilmente en tiendas de mascotas, y muchos zoológicos del mundo lo tienen en sus colecciones. Suele ser bastante leal a su dueño, y no convive bien con otros tipos de mascotas.
Es muy activo, requiere una gran cantidad de espacio para saciar su instinto natural de explorar. Sin ese espacio se vuelve agresivo. 
La dieta que necesita puede estar basada en algunos productos comerciales como grillos, gusanos de la harina, ratones o comida de gato. En cautividad el riesgo de obesidad es alto, por lo que su dieta debe ser variada y debe realizar una cantidad apropiada de ejercicio. Suele intentar comer casi todo lo que les es ofrecido o lo que les parece que puede ser mínimamente comestibles, y se volverán agresivos si sienten que se les quita la comida. 
La reproducción en cautividad no es muy habitual, pero si que se ha realizado. La esperanza de vida media de este cusimanse en cautividad es de 10 años.